# Callochiton dentatus
Callochiton dentatus är en blötdjursart som först beskrevs av Lorenz Spengler 1797.  Callochiton dentatus ingår i släktet Callochiton och familjen Ischnochitonidae. Inga underarter finns listade i Catalogue of Life.